# Мустивар, Сони
Сони Мустивар (фр. Soni Mustivar; 12 февраля 1990, Обервилье, Франция) — гаитянский футболист клуба «Гёньон» и национальной сборной Гаити.

## Клубная карьера
Мустивар родился во Франции и начал карьеру, выступая за клубы «Обервилье» и «Бастия». 29 августа 2008 года в матче против «Труа» он дебютировал в составе последнего в Лиге 2. В 2010 году Сони на правах аренды выступал за «Орлеан». После окончания аренды он присоединился к румынскому «Петролулу». 10 мая 2012 года в матче против «Тыргу-Муреш» Мустивар забил свой первый гол в чемпионате Румынии. В своём дебютном сезоне он помог клубу завоевать Кубок Румынии.
В начале 2015 года Сони перешёл в американский «Спортинг Канзас-Сити». 28 марта в матче против «Нью-Йорк Сити» он дебютировал в MLS. 13 августа в поединке Кубка Ламара Ханта против «Реал Солт-Лейк» Сони забил свой первый гол за «Спортинг». В том же году Мустивар стал обладателем трофея. После окончания сезона 2017 «Спортинг» не продлил контракт с игроком.
27 марта 2018 года азербайджанский клуб «Нефтчи» объявил о подписании с Мустиваром контракта до конца сезона 2018/19. Летом 2020 года Мустивар покинул «Нефтчи».
21 декабря 2020 года перебрался на Кипр, подписав с «Неа Саламиной» контракт до конца сезона с возможностью продления ещё на год. Соглашение вступит в силу с 1 января 2021 года.

## Международная карьера
В 2009 году Мустивар начал выступления за молодёжную сборную Франции, но затем принял решение играть за сборную Гаити. 6 сентября 2013 года в товарищеском матче против сборной Южной Кореи он дебютировал за Гаити.
В 2016 году Мустивар попал в заявку на участие в Кубке Америки в США. На турнире он был запасным и на поле не вышел.
Золотой кубок КОНКАКАФ 2019 Мустивар пропустил из-за травмы.

## Достижения
«Петролул»
- Обладатель Кубка Румынии — 2012/13

 «Спортинг Канзас-Сити»
- Обладатель Кубка Ламара Ханта — 2015, 2017